# Chutes de la Kautz Creek
Les chutes de la Kautz Creek, en anglais Kautz Creek Falls, sont une chute d'eau de 120 mètres de haut présente à l’intérieur du parc national du mont Rainier dans l’État de Washington au nord-ouest des États-Unis. La cascade se forme sur le ruisseau Kautz Creek.
La cascade est née du retrait du glacier Kautz du mont Rainier durant le XXe siècle.